# 橋爪檳榔子
橋爪 檳榔子（はしづめ びんろうじ、1897年8月17日 - 1963年11月8日）は、日本の医師、薬学者、日本における医療評論家の先駆者とされる。本名は恵（めぐみ）。男性。

## 人物・来歴
長野県松本市出身。弟に橋爪健、橋爪克巳（1903-1983）がいる。1922年東京帝国大学医学部薬学科卒、1927年千葉医科大学卒。三共製薬社員、別府化学薬品代表、日本薬学会編集主任。川端康成の友人。

## 著書
- 『家庭に必要な薬の用ひ方』橋爪恵、アルス婦人叢書 1923
- 『学芸插話』アルス, 1924
- 『人体の神秘科学百話』日本公論社, 1934
- 『欧亜新風景』河出書房, 1937
- 『戦陣医学』橋爪恵、文松堂書店, 1943
- 『医科学の三巨人』橋爪恵、潮文閣, 1943
- 『日本医薬学の三偉人』橋爪恵、弘学社, 1948

### 共編著
- 『巨人高峰博士』橋爪恵編. 三共, 1931
- 『児童の喜ぶ飲み物とお弁当』橋爪恵・小林完共著. 誠文堂文庫, 1932

### 翻訳
- パアシイ・メイ『医薬合成化学』橋爪恵訳、同済号書房, 1930

## 参考
- 『日本人名大辞典』 2001
- 『文藝年鑑』 1955
- 川端康成「南伊豆行」